# Rod Dixon
Rod Dixon, född den 13 juli 1950 i Nelson, Nya Zeeland, är en nyzeeländsk friidrottare inom medeldistanslöpning.
Han tog OS-brons på 1500 meter vid friidrottstävlingarna 1972 i München. 